# Puccinia ishikariensis
Puccinia ishikariensis ist eine Ständerpilzart aus der Ordnung der Rostpilze (Pucciniales). Der Pilz ist ein Endoparasit des Süßgrases Moliniopsis japonica. Symptome des Befalls durch die Art sind Rostflecken und Pusteln auf den Blattoberflächen der Wirtspflanzen. Sie ist ein Endemit Japans.

## Merkmale

### Makroskopische Merkmale
Puccinia ishikariensis ist mit bloßem Auge nur anhand der auf der Oberfläche des Wirtes hervortretenden Sporenlager zu erkennen. Sie wachsen in Nestern, die als gelbliche bis braune Flecken und Pusteln auf den Blattoberflächen erscheinen.

### Mikroskopische Merkmale
Das Myzel von Puccinia ishikariensis wächst wie bei allen Puccinia-Arten interzellulär und bildet Saugfäden, die in das Speichergewebe des Wirtes wachsen. Aecien oder Spermogonien der Art sind nicht bekannt. Die zimtbraunen Uredien des Pilzes wachsen oberseitig auf den Wirtsblättern. Seine gold- bis zimtbraunen Uredosporen sind 26–30 × 21–25 µm groß, zumeist ellipsoid bis eiförmig und fein stachelwarzig. Die beidseitig wachsenden Telien der Art sind schwarzbraun und früh unbedeckt. Die bräunlichen Teliosporen sind zweizellig, in der Regel zylindrisch bis keulenförmig und 42–54 × 14–20 µm groß. Ihre Stiele sind braun und bis zu 10 µm lang.

## Verbreitung
Das bekannte Verbreitungsgebiet von Puccinia ishikariensis umfasst lediglich Japan.

## Ökologie
Die Wirtspflanze von Puccinia ishikariensis ist Limnodea arkansa. Der Pilz ernährt sich von den im Speichergewebe der Pflanzen vorhandenen Nährstoffen, seine Sporenlager brechen später durch die Blattoberfläche und setzen Sporen frei. Die Art verfügt über einen Entwicklungszyklus, von dem bislang lediglich Telien und Uredien sowie deren Wirt bekannt sind; Spermogonien und Aecien konnten dem Pilz nicht zugeordnet werden.